# Läderöra
Läderöra (Otidea alutacea) är en svampart som först beskrevs av Christiaan Hendrik Persoon, och fick sitt nu gällande namn av George Edward Massee 1895. Läderöra ingår i släktet Otidea och familjen Pyronemataceae.  Arten är reproducerande i Sverige. Inga underarter finns listade i Catalogue of Life.

## Bildgalleri

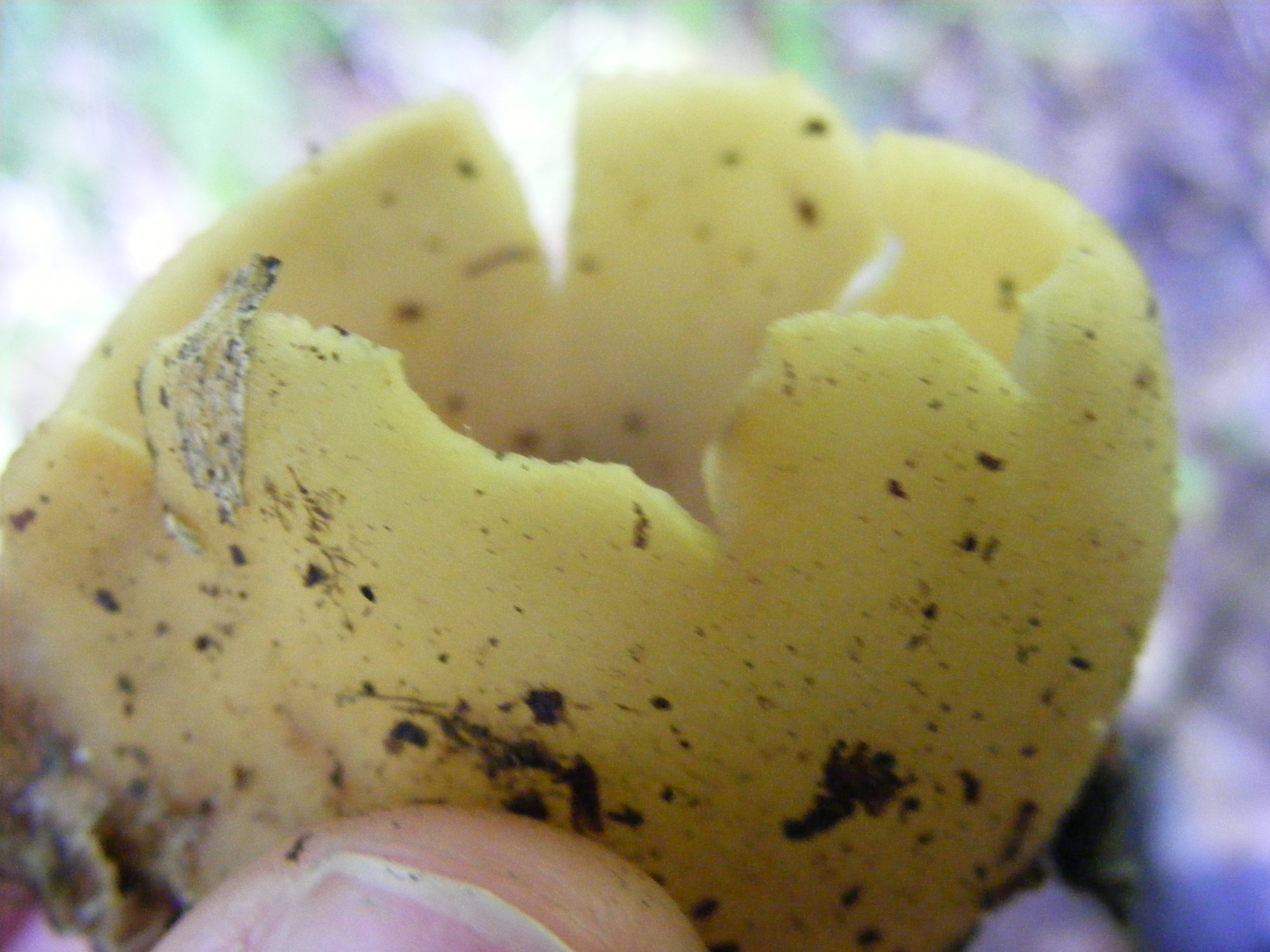
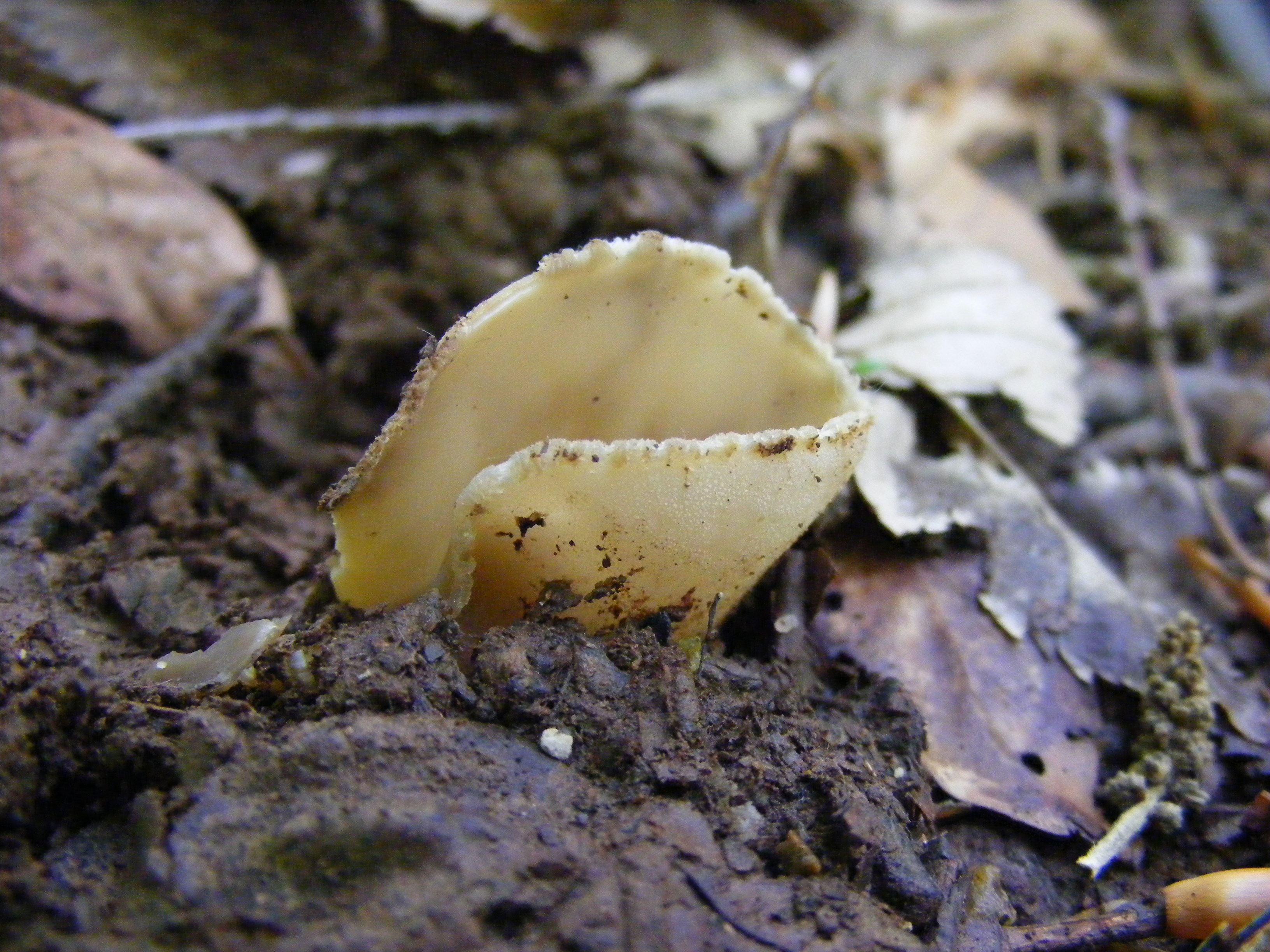
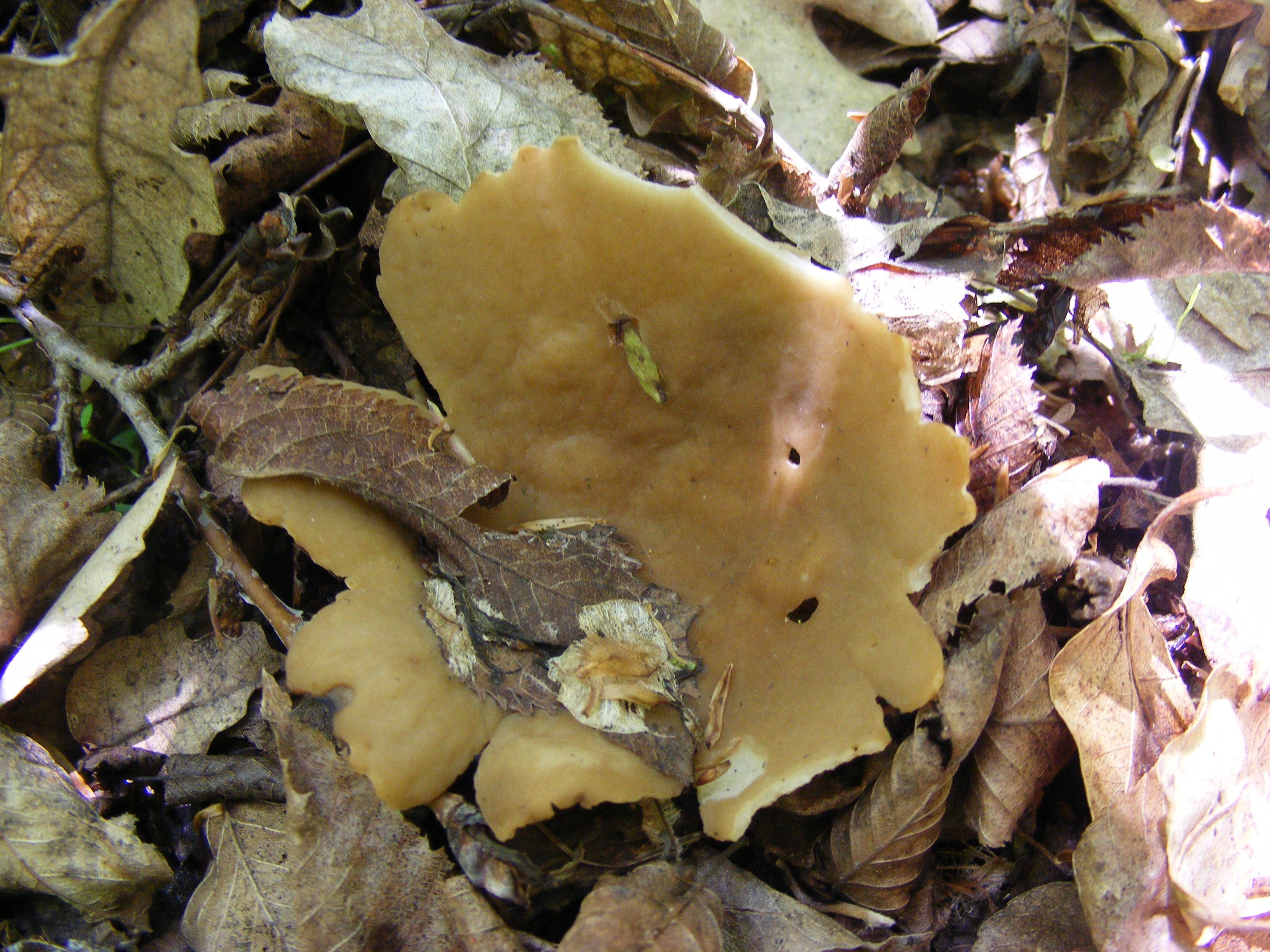
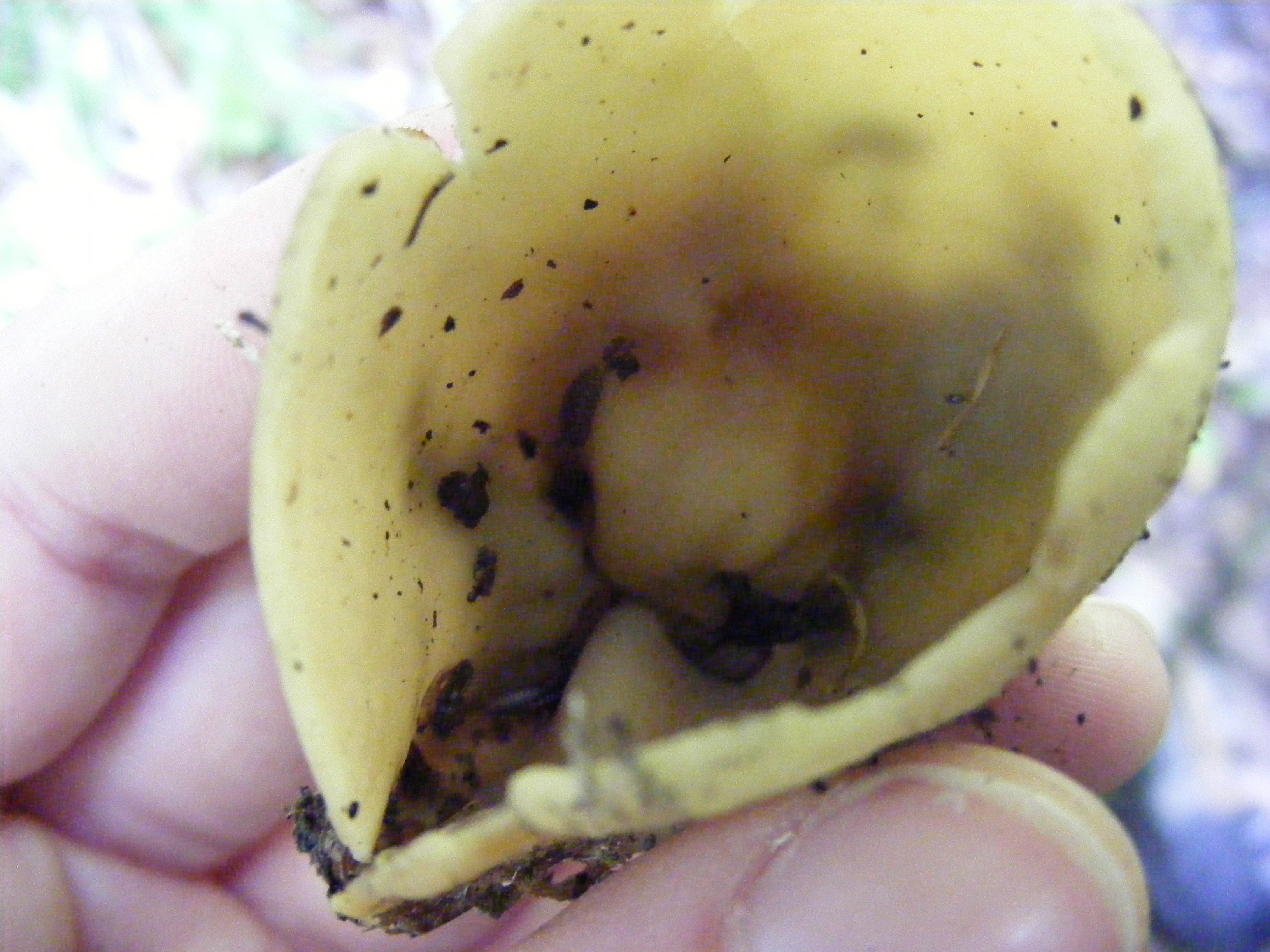
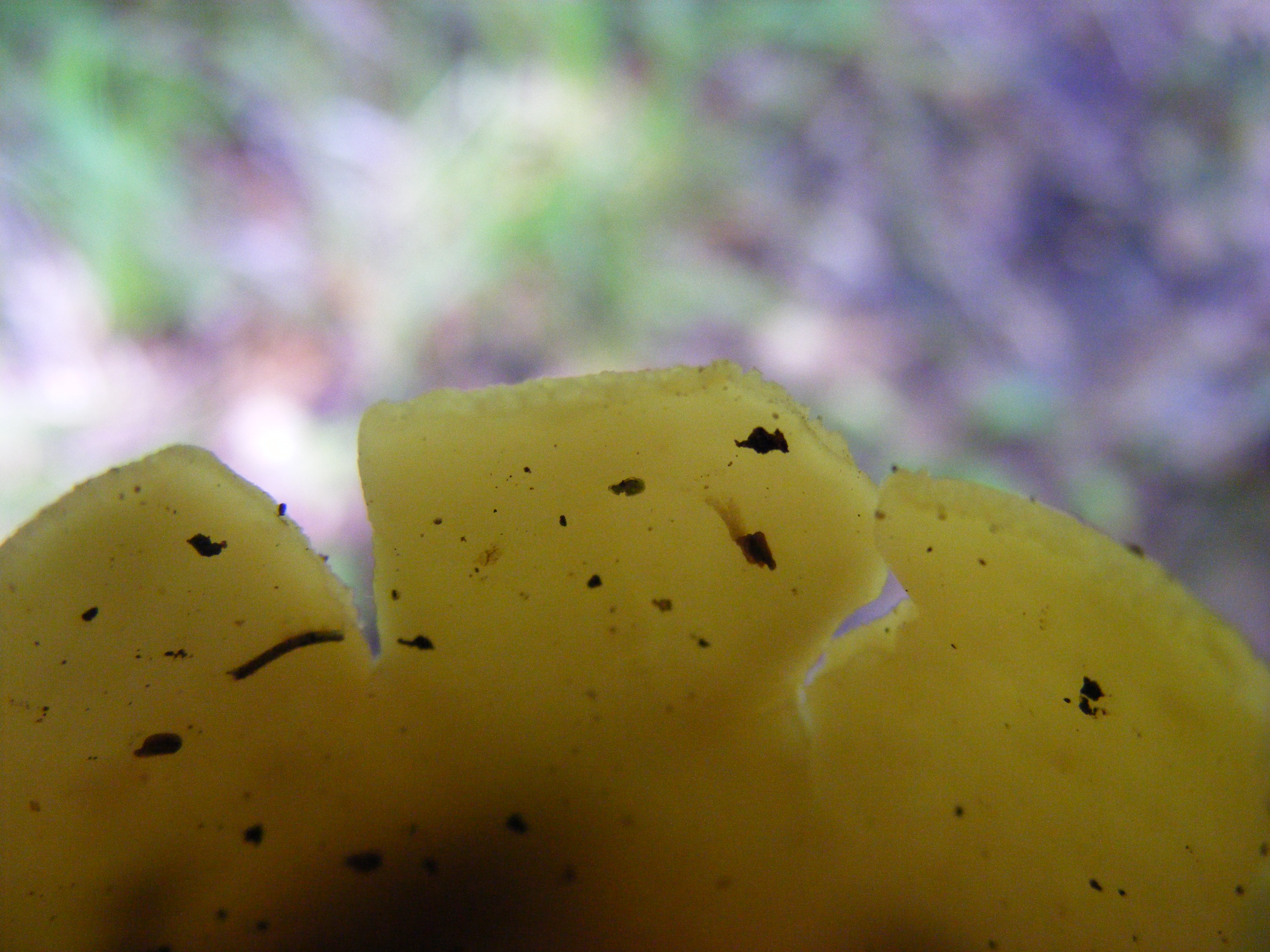
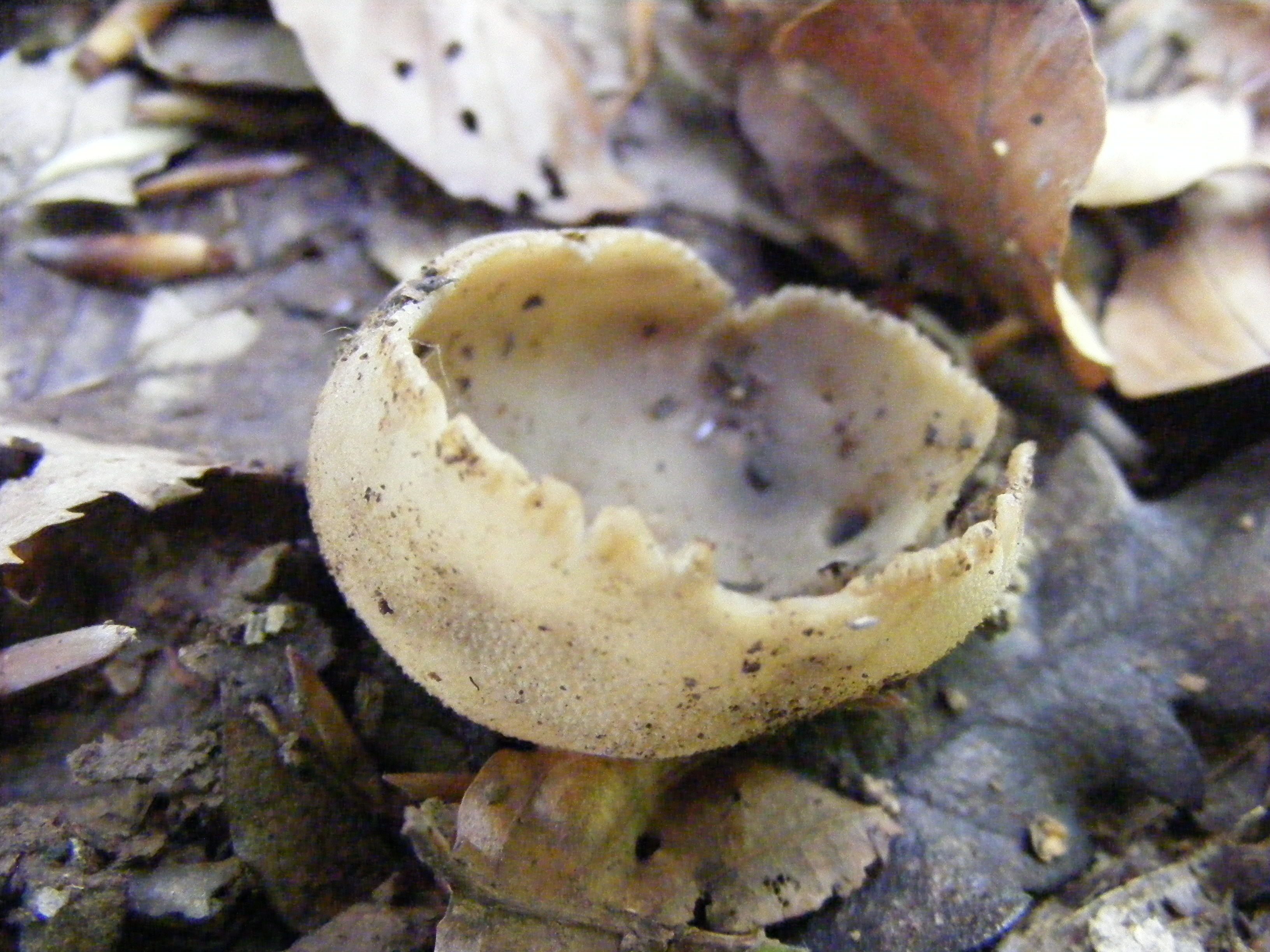
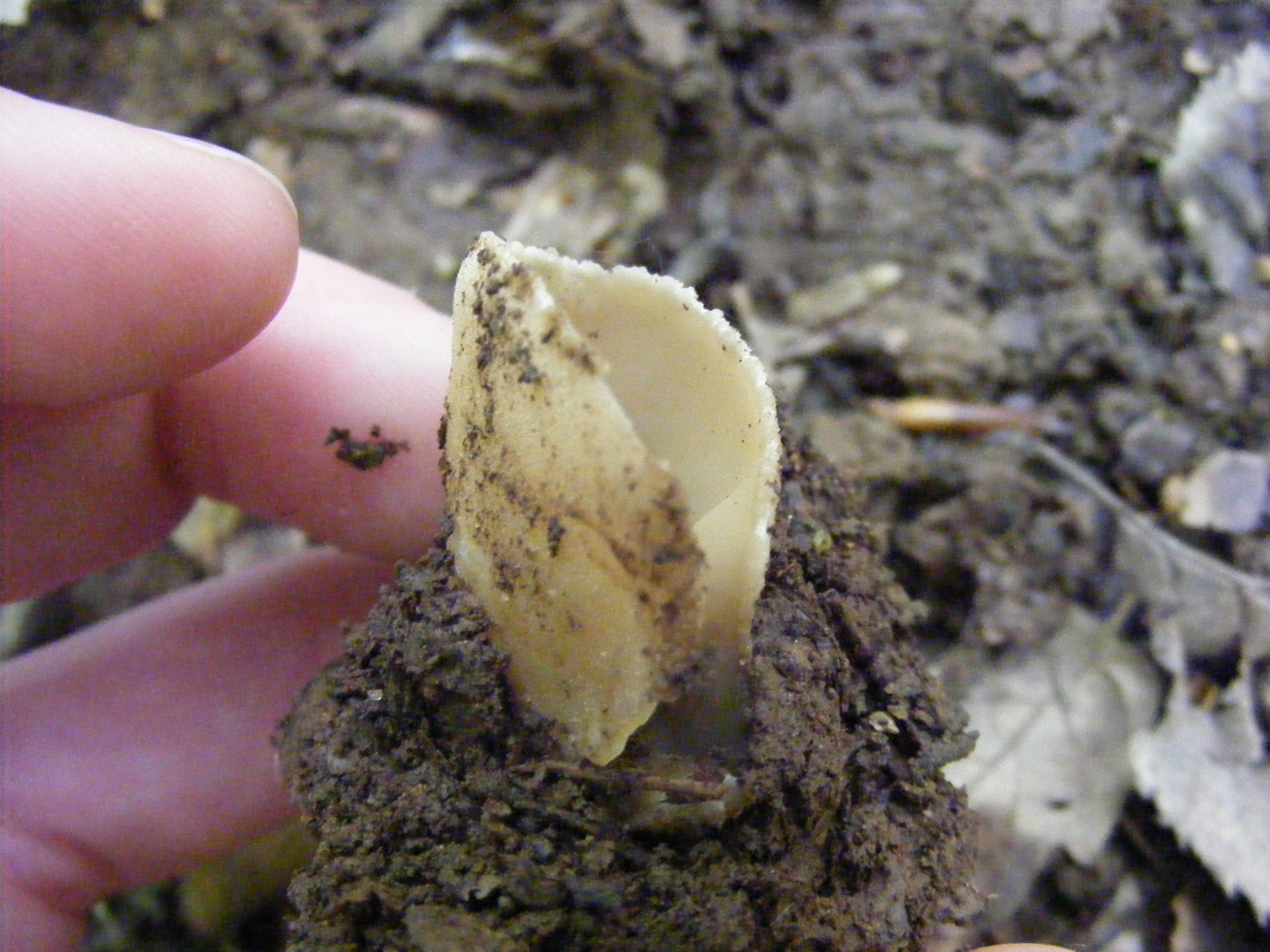
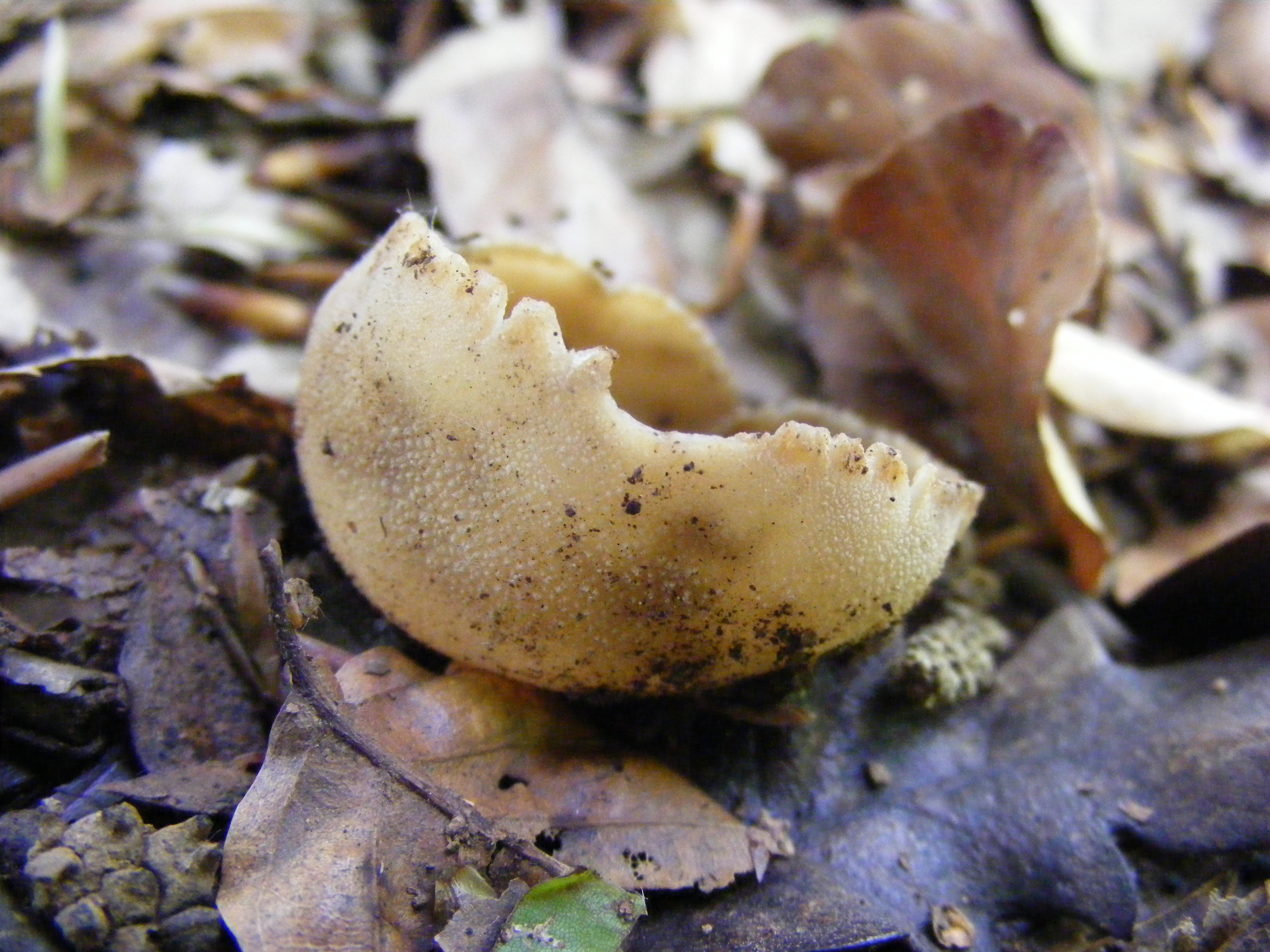
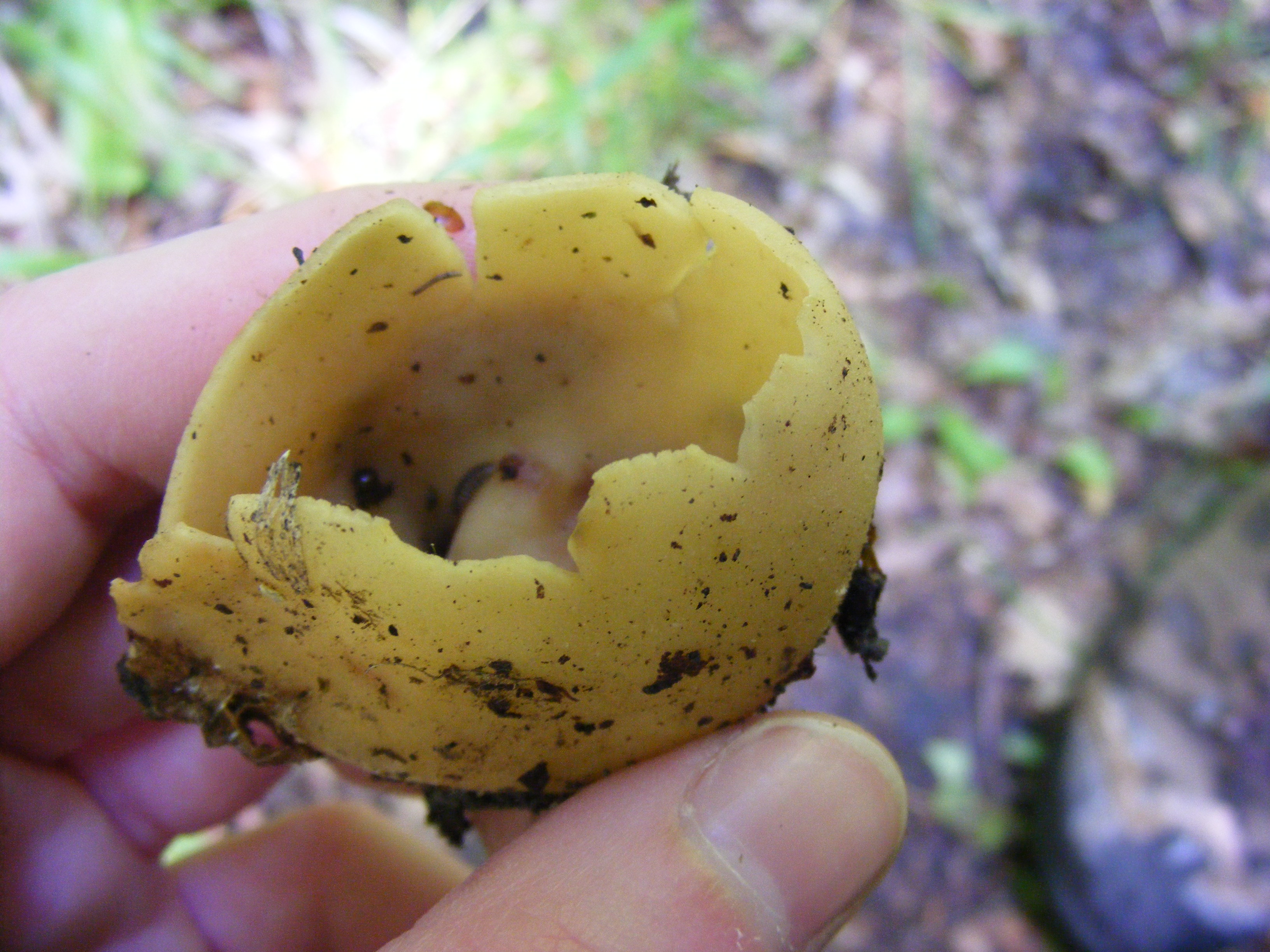